# Irish Professional Championship
L'Irish Professional Championship è stato un torneo professionistico di snooker, non valido per il Ranking, che si è disputato nel 1972 in molteplici località, dall'edizione 1978 (1977-1978) al 1980, nel 1983 e tra il 1985 e il 1986 a Belfast, tra il 1981 e il 1982 a Coleraine, dal 1987 al 1989 ad Antrim, in Irlanda del Nord, tra il 1992 e il 1993 a Cork, tra il 2005 e il 2006 a Templeologue e nel 2007 a Dublino, in Irlanda.

## Albo d'oro
| Edizione      | Vincitore       | Finalista       | Risultato     | Stagione              | Città      | Impianto                        | Tipologia   | Note   |
| ------------- | --------------- | --------------- | ------------- | --------------------- | ---------- | ------------------------------- | ----------- | ------ |
| 1972          | Alex Higgins    | Jackie Rea      | 28 - 12       | 1971-1972             | Belfast    | ?                               | Non-Ranking | [ 2 ]  |
| Non disputato | Non disputato   | Non disputato   | Non disputato | 1972-1973 - 1976-1977 |            |                                 |             |        |
| 1978 (1)      | Alex Higgins    | Dennis Taylor   | 21 - 7        | 1977-1978             | Belfast    | Ulster Hall                     | Non-Ranking | [ 3 ]  |
| 1978 (2)      | Alex Higgins    | Patsy Fagan     | 21 - 13       | 1977-1978             | Belfast    | Ulster Hall                     | Non-Ranking | [ 4 ]  |
| 1979          | Alex Higgins    | Patsy Fagan     | 21 - 12       | 1978-1979             | Belfast    | Ulster Hall                     | Non-Ranking | [ 5 ]  |
| 1980          | Dennis Taylor   | Alex Higgins    | 21 - 15       | 1979-1980             | Belfast    | Ulster Hall                     | Non-Ranking | [ 6 ]  |
| 1981          | Dennis Taylor   | Patsy Fagan     | 22 - 21       | 1980-1981             | Coleraine  | Riverside Theatre               | Non-Ranking | [ 7 ]  |
| 1982          | Dennis Taylor   | Alex Higgins    | 16 - 13       | 1981-1982             | Coleraine  | Riverside Theatre               | Non-Ranking | [ 8 ]  |
| 1983          | Alex Higgins    | Dennis Taylor   | 16 - 11       | 1982-1983             | Belfast    | Maysfield Leisure Centre        | Non-Ranking | [ 9 ]  |
| Non disputato | Non disputato   | Non disputato   | Non disputato | 1983-1984             |            |                                 |             |        |
| 1985          | Dennis Taylor   | Alex Higgins    | 10 - 5        | 1984-1985             | Belfast    | Ulster Hall                     | Non-Ranking | [ 10 ] |
| 1986          | Dennis Taylor   | Alex Higgins    | 10 - 7        | 1985-1986             | Belfast    | Maysfield Leisure Centre        | Non-Ranking | [ 11 ] |
| 1987          | Dennis Taylor   | Joe O'Boye      | 9 - 2         | 1986-1987             | Antrim     | Antrim Forum                    | Non-Ranking | [ 12 ] |
| 1988          | Jack McLaughlin | Dennis Taylor   | 9 - 4         | 1987-1988             | Antrim     | Antrim Forum                    | Non-Ranking | [ 13 ] |
| 1989          | Alex Higgins    | Jack McLaughlin | 9 - 7         | 1988-1989             | Antrim     | Antrim Forum                    | Non-Ranking | [ 14 ] |
| Non disputato | Non disputato   | Non disputato   | Non disputato | 1989-1990 - 1990-1991 |            |                                 |             |        |
| 1992          | Joe Swail       | Jason Prince    | 9 - 1         | 1991-1992             | Cork       | Jury's Hotel                    | Non-Ranking | [ 15 ] |
| 1993          | Ken Doherty     | Stephen Murphy  | 9 - 2         | 1992-1993             | Cork       | Jury's Hotel                    | Non-Ranking | [ 16 ] |
| Non disputato | Non disputato   | Non disputato   | Non disputato | 1993-1994 - 2004-2005 |            |                                 |             |        |
| 2005          | Joe Swail       | Ken Doherty     | 9 - 7         | 2005-2006             | Templeogue | Spawell Sport & Leisure Complex | Non-Ranking | [ 17 ] |
| 2006          | Ken Doherty     | Michael Judge   | 9 - 4         | 2006-2007             | Templeogue | Spawell Sport & Leisure Complex | Non-Ranking | [ 18 ] |
| 2007          | Ken Doherty     | Fergal O'Brien  | 9 - 2         | 2007-2008             | Dublino    | Red Cow Exhibition Centre       | Non-Ranking | [ 19 ] |